# Індерський рудник
Індерський рудник – колишнє гірничодобувне підприємство на заході Казахстану, яке здійснювало видобуток боратових руд.
Поклади боратів Індерського родовища пов’язані з гіпсовою шапкою потужного Індерського соляного купола, багатого борно-калійними солями. Їх розвідку провели в 1934-му, а вже з 1935-го почали видобуток, який в перші роки вели вручну із наступним вивозом продукції гужовим транспортом. Переробку боратів організували на Актюбінському хімічному заводі.  
З плином часу до розробки залучили шість ділянок, позначені як №88, №95, №98, №99, №100 та №102, де в підсумку спорудили дев’ять кар’єрів глибиною 30 – 40  метрів. В 1964-му також заклали шахту №99, два стовбури якої пройшли на глибину біля трьохсот метрів. Є відомості, що загальна довжина виробіток шахти досягнула 26 км.
На тлі краху планової економіки Індерський рудник потрапив у складне становище та в підсумку припинив роботу.